# Abubakari Kankani
Abubakari Kankani (ur. 25 grudnia 1976 w Akrze) – piłkarz ghański grający na pozycji bramkarza.

## Kariera klubowa
Karierę piłkarską Kankani rozpoczął w klubie Hearts of Oak. W 1995 roku zadebiutował w jego barwach w ghańskiej Premier League. W Hearts grał do 1997 roku. Wraz z Hearts wywalczył mistrzostwo kraju w 1997 roku i Puchar Ghany w 1996.
W 1997 roku Kankani odszedł do Asante Kotoko z miasta Kumasi. W 1998 roku zdobył z nim krajowy puchar. W 2001 roku grał w Ghapoha Readers, a w latach 2002–2004 był piłkarzem Ashanti Gold. Natomiast w latach 2005–2008 grał w King Faisal Babes. W 2008 roku przeszedł do Norchip Sepe Timpom. W 2011 roku zakończył karierę.

## Kariera reprezentacyjna
W reprezentacji Ghany Kankani zadebiutował w 2002 roku. W tym samym roku został powołany do kadry Ghany na Puchar Narodów Afryki 2002. Na tym turnieju był rezerwowym dla Sammy’ego Adjeia i nie rozegrał żadnego spotkania. W kadrze narodowej od 2002 do 2003 roku rozegrał 3 mecze.